# Katia Ragusa
Katia Ragusa née le 19 mai 1997 à Schio, est une coureuse cycliste italien, professionnelle depuis 2016.

## Biographie

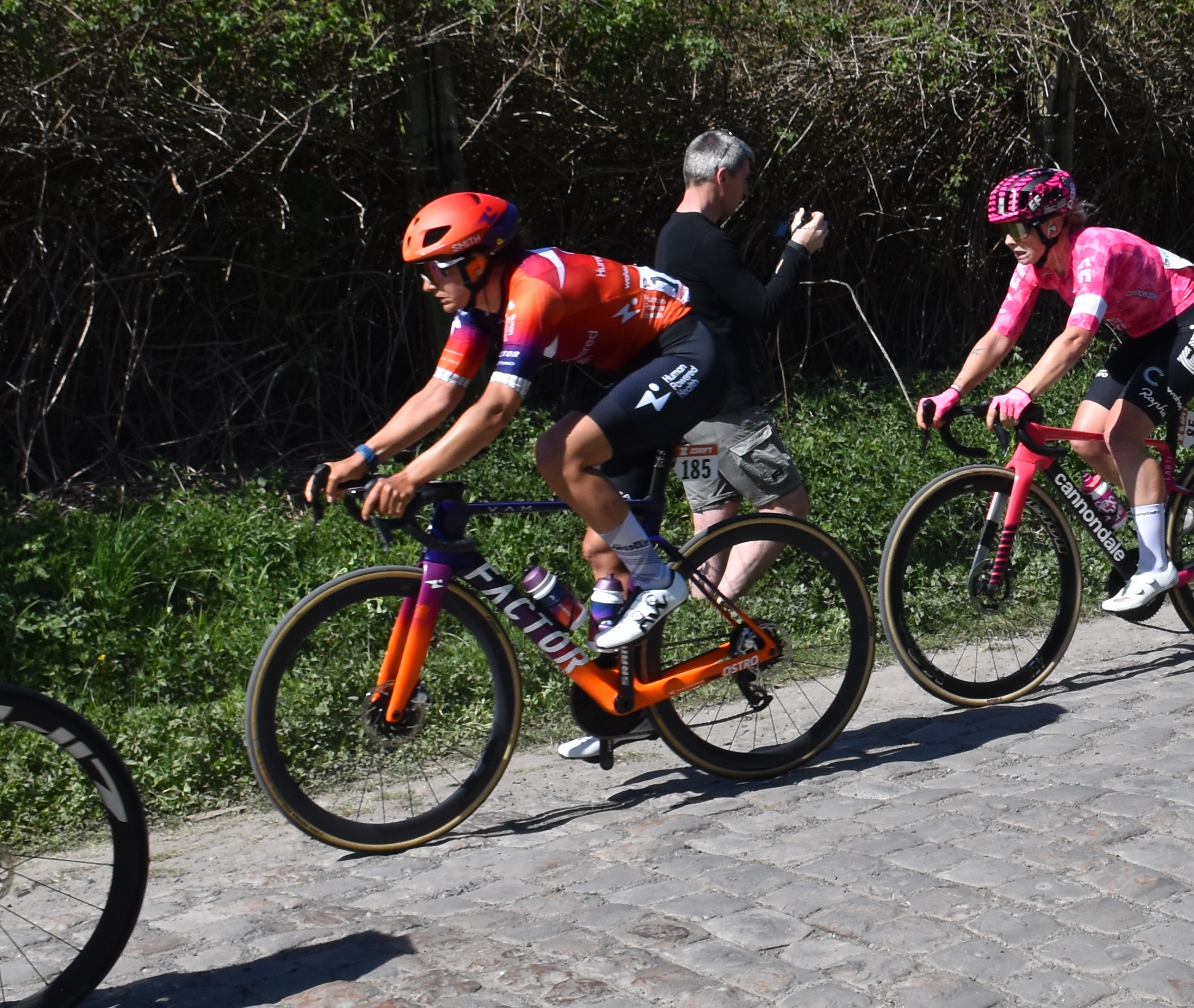
Katia Ragusa #185 - Paris-Roubaix 2025

Ragusa s'engage pour 2024 avec l'équipe UCI Women's WorldTeam Human Powered Health.

## Palmarès

### Par année
- 2014
  -  Championne d'Italie du contre-la-montre juniors
  -  Championne d'Italie de poursuite par équipe juniors
- 2015
  - 2e du championnat d'Italie du contre-la-montre juniors
- 2017
  - Enfer du Chablais
  - Giro della Provincia di Pordenone
- 2018
  - Trophée Antonietto Rancilio
- 2019
  - Grand Prix de Chambéry
- 2020
  - 2e du championnat d'Italie sur route
- 2023
  - 2e de Paris-Roubaix

### Résultats sur les grands tours

#### Tour d'Italie
9 participations
- 2016 : 76e
- 2017 : 99e
- 2018 : 41e
- 2019 : 28e
- 2020 : 15e
- 2022 : 50e
- 2023 : 107e
- 2024 : 80e
- 2025 : 91e

### Classements mondiaux
| Année                                 | 2016 | 2017 | 2018 | 2019 | 2020 | 2021 | 2022  | 2023 | 2024 |
| ------------------------------------- | ---- | ---- | ---- | ---- | ---- | ---- | ----- | ---- | ---- |
| Classement UCI                        | 562e | 321e | 531e | 388e | 37e  | 122e | 1008e | 103e | 489e |
| UCI World Tour                        | nc   | 134e | 266e | 231e | 48e  | 77e  | 229e  | 64e  | 211e |
|                                       |      |      |      |      |      |      |       |      |      |
| Légende : nc = non classéSource : UCI |      |      |      |      |      |      |       |      |      |